# Naturschutzgebiet Trollblumenwiese Neukloster
Das Naturschutzgebiet Trollblumenwiese Neukloster ist ein 19 Hektar umfassendes Naturschutzgebiet in der Gemeinde Neukloster in Mecklenburg-Vorpommern. Es befindet sich nordwestlich des Ortskerns und wurde am 22. Februar 1994 ausgewiesen. Der Schutzzweck besteht im Erhalt einer artenreichen Feuchtwiese auf einem Quell- und Durchströmungsmoor. Die Trollblume findet in diesem Bereich Deutschlands ihre westliche Verbreitungsgrenze. Der Gebietszustand wird nur als befriedigend eingeschätzt, da der Wasserhaushalt der Flächen durch Entwässerungen gestört ist. Die Flächen können von einem Wanderweg im Südosten eingesehen werden.